# Alectis indicus
Alectis indicus és un peix teleosti de la família dels caràngids i de l'ordre dels perciformes.
Pot arribar als 165 cm de llargària total i als 25 kg de pes.
Es troba des de les costes del Mar Roig i de l'Àfrica oriental fins a la Polinèsia Francesa, el sud del Japó, el Mar d'Arafura i Austràlia.